# کاریکفرگوس
کاریکفرگوس (به انگلیسی: Carrickfergus) یک منطقهٔ مسکونی در بریتانیا است که در شهرستان انتریم واقع شده‌است. کاریکفرگوس ۵ نفر جمعیت دارد.

## خواهرخوانده
شهر پرتسموث، نیوهمپشایر خواهرخواندهٔ کاریکفرگوس هست.